# Enrique Jiménez (zapaśnik)
Enrique Jiménez Montellano (ur. 12 października 1944 w Oaxaca) – meksykański zapaśnik walczący w stylu klasycznym. Dwukrotny olimpijczyk. Odpadł w eliminacjach turnieju w Meksyku 1968 i Monachium 1972. Walczył w wadze muszej do 52 kg.
Srebrny medalista igrzysk panamerykańskich w 1975 i czwarty w 1971. Triumfator igrzysk Ameryki Środkowej i Karaibów w 1970 roku.

## Letnie Igrzyska Olimpijskie 1968
| Konkurencja                | Walki                   | Walki               | Walki                | Walki              | Klas. końcowa |
| Konkurencja                | Pierwsza runda          | Druga runda         | Trzecia runda        | Czwarta runda      | Miejsce       |
| -------------------------- | ----------------------- | ------------------- | -------------------- | ------------------ | ------------- |
| styl klasyczny, waga musza | Gustavo Ramírez (GUA) W | Alex Børger (DEN) W | Sin Sang-sik (KOR) W | Imre Alker (HUN) P | czwarta runda |

## Letnie Igrzyska Olimpijskie 1972
| Konkurencja                | Walki              | Walki               | Walki                    | Klas. końcowa |
| Konkurencja                | Pierwsza runda     | Druga runda         | Trzecia runda            | Miejsce       |
| -------------------------- | ------------------ | ------------------- | ------------------------ | ------------- |
| styl klasyczny, waga musza | Ahmet Tren (TUR) P | Javier León (PER) W | Vasilios Ganotis (GRE) P | trzecia runda |